# Селецкая, Оксана Григорьевна
Окса́на Григо́рьевна Селецкая (род. 3 июля 1989) — российская футболистка, полузащитница.

## Биография
В 2007—2008 годах выступала в высшей лиге России за команду «Рязань-ВДВ». В 2008 году провела 7 матчей за свой клуб в чемпионате.
Также вызывалась в молодёжную сборную России (до 19 лет). Сыграла один матч в 2008 году в рамках турнира «Кубанская весна».
Окончила МГАФК (2011). По состоянию на вторую половину 2010-х годов работала детским тренером в ДЮСШ Темрюкского района.